# Arnold Feusi
Pour les articles homonymes, voir Feusi.
Arnold Joseph Feusi (31 mars 1912-14 janvier 1998) est un homme politique provincial canadien de la Saskatchewan. Il représente la circonscription de Pelly à titre de député du Co-operative Commonwealth Federation de 1952 à 1956.

## Biographie
Née à Superior dans le Wisconsin, il aménage avec ses parents dans le district de Langenburg en Saskatchewan. Étudiant à Langenburg et Saskatoon Teachers' College (en). Ensuite, il enseigne à Langenburg et plus tard à Weyburn. Il épouse Sally Dilschneider en 1941. Pendant la Seconde Guerre mondiale, il sert dans l'Aviation royale canadienne. Par la suite, il devient fonctionnaire dans les départements provinciaux des Richesses naturelles et du Tourisme en plus de siéger au conseil de la commission scolaire locale.
Élu en 1952, il échoue à se faire réélire en 1956. Il meurt à Prince Albert à l'âge de 85 ans.